# (39700) 1996 TO9
1996 تي أو 9 (ويعرف أيضًا باسم (39700) 1996 تي أو 9 وفق تسمية الكوكب الصغير) (بالإنجليزية: 1996 TO9)‏ هو كويكب ضمن حزام الكويكبات؛ وترتيبه 39700 من حيث الاكتشاف.
اكتُشف هذا الجُرم الفلكي بواسطة Kenneth A. Williams ‏ في 12 أكتوبر 1996.

## وصلات خارجية
- (39700) 1996 TO9 في قاعدة بيانات مختبر الدفع النفاث لأجرام النظام الشمسي الصغيرة

- الاكتشاف · مخطط المدار ·  العناصر المدارية · المعلمات المادية

- (39700) 1996 TO9 على موقع ويكي سكاي: DSS2, SDSS, GALEX, IRAS, Hydrogen α, X-Ray, Astrophoto, Sky Map, Articles and images